# طفيلي معوي
الطفيليات المعوية هي الطفيليات التي تعيش في القناة الهضمية لدى البشر والحيوانات. ويمكن أن تعيش في جميع أنحاء الجسم، ولكن معظم هذه الطفيليات تفضل جدار الأمعاء. ومن أهم اسباب الإصابة والتعرض هي: تناول اللحوم غير المطبوخة جيدا، وشرب الماء الملوث. هنالك الكثير من الطفيليات والجراثيم التي من الممكن ان تسبب تلوث الأمعاء البشرية، واكثرها بروزا هي: الاميبات، المبيضات، الملوية، المتبرعمات الكيسية، الديدان المعوية، والطفيليات، وغيرها.

## العدوى
الطفيليات يمكن تصيب الأمعاء عن طريق الفم من خلال تناول الأطعمة غير المطهوة جيدا أو غير مغسولة، أو التي تكون مغسولة بمياه ملوثة أو تكون اليدين غير نظيفتين، الاغذية المسممة، أو عن طريق الجلد من خلال لسعات الحشرات. عدم الحفاظ على النظافة بالقدر الكافي بعد الخروج من المراحيض، تناول الاغذية النيئة كالبيض والأسماك، شرب المياه الملوثة، وغيرها من المسببات.

## الأعراض
أعراضها غير واضحة. وأهمها: آلام في المعدة دون اسباب واضحة، وتقلصات في عضلات المعدة، وتدوم الآلام ساعات قليلة ثم تختفي من دون علاج.
- ألم في البطن
- شحوب الوجه
- نفث الدم
- عسر التبول
- وسط ضعف الجهاز العصبي
- ألم في الصدر
- قشعريرة برد
- التعب المزمن
- التهاب القولون
- السعال
- الإسهال
- اضطراب الجهاز الهضمي
- دوخة
- حمى
- توسيع الأجهزة المختلفة
- الصداع
- التهاب المهبل
- اليرقان
- ألام المفاصل
- فقدان الوزن بسبب سوء التغذية
- ضعف
- نقص المناعة
- الغثيان / التقيؤ
- تورم ملامح الوجه
- تعرق
- أرق
- قرحة الجلد
- هبوط المستقيم
- المشاكل النفسية
- احتقان الرئة
- فقدان الذاكرة
- الحكة وخاصة في المؤخرة
- تعرق ليلي
- تشنجات العضلات
- فقدان الشعر أو الترقق

## العلاج
يتالف العلاج الطبيعي من عدة مراحل، كما انه يتضمن مجموعة من الانشطة الهادفة لتخفيف الضغط واستخدام الكريمات والحبوب الطبيعية، التي تساعد الجسم على ان يصبح أكثر صلابة في مواجهة الطفيليات. في البداية، هنالك حاجة لاتباع نظام غذائي صحيح بهدف منح الجسم قدرة على إعادة تاهيل الجهاز الهضمي، وكذلك للقضاء على الملوثات. كما يجب الاهتمام كثيرا بتناول الاطعمة الغنية بالألياف، بهدف إعادة التوازن إلى الجهاز الهضمي، وفي نفس الوقت، عدم المبالغة باستهلاك هذه الألياف، منعا لحصول حالة من تهيج الأمعاء.
1. ↑  الطفيليات المعوية، مشكلة تعاني منها كل الاجيال - ويب طب نسخة محفوظة 20 فبراير 2014 على موقع واي باك مشين.
2. ↑  http://www.umm.edu/altmed/articles/intestinal-parasites-000097.htm # ixzz2DYdewwOq نسخة محفوظة 2013-06-01 على موقع واي باك مشين.
3. ↑  Dariel jackson. Cleanse and Purify Thyself Book One. Medford, Oregon: Christobe Publishing 2007.
4. ↑  Birn, Anne-Emanuelle, and Armando Solórzano. 1999. Public health policy paradoxes: science and politics in the Rockefeller Foundation's hookworm campaign in Mexico in the 1920s. Social Science & Medicine 49 (9):1197-1213

## وصلات خارجية
الصحة والطب العربي
http://www.umm.edu/altmed/articles/intestinal-parasites-000097.htm
http://www.huffingtonpost.com/leo-galland-md/intestinal-parasites_b_804516.html